# 陳顥 (明朝)
陳顥（1414年—？），字□□，山東濟寧州人，民籍，明朝政治人物。進士出身。

## 生平
山東鄉試第三十六名。景泰二年（1451年）辛未科會試第九十名，殿試登進士第三甲第十六名。

## 家族
曾祖陳祖道。祖父陳得新。父亲陳克遠。

## 延伸阅读
[在维基数据编辑]